# Космос-1703
Космос-1703 је један од преко 2400 совјетских вјештачких сателита лансираних у оквиру програма Космос.
Космос-1703 је лансиран са космодрома Плесецк, СССР, 22. новембра 1985. Ракета-носач Ф-2 је поставила сателит у орбиту око планете Земље. 